# Joy!!
「Joy!!」（ジョイ!!）は、SMAPの50枚目のシングル。2013年6月5日にビクターエンタテインメントから発売された。

## 解説
スカイブルーに収録されている曲は「Can't Stop SMAP!! 〜 50 Singles Non-Stop Mix」はデビュー曲「Can't Stop!! -LOVING-」から「Joy!!」までのシングル曲50作をミックスさせた楽曲。
次の『シャレオツ/ハロー』から『Otherside/愛が止まるまでは』まで両A面シングルのため、本作が単独A面としては最後となった。
ライムグリーンのDVDに収録させている「掌の世界」はカップリング曲として初めてミュージックビデオが制作された。

## メディアでの使用
- 「Joy!!」は香取主演のドラマ『幽かな彼女』の主題歌であり、香取が演じる「神山暁」が受け持つ3年2組の生徒たちが、ミュージック・ビデオの撮影や、歌の収録にもコーラスとして携わっている。
- カップリングの「掌の世界」は凛として時雨のTKが作詞・作曲を手掛けている。「世界の国からこんにちは」は三波春夫の曲のカバーで、ソフトバンクモバイル「UULA」のCMソングに使用されている。

## パッケージ
- ビビッドオレンジ・ライムグリーン・スカイブルー（→詳細後述）と、ショッキングピンク・レモンイエロー（→CDのみ）からなる5形態で発売された。
- ビビッドオレンジには表題曲「Joy!!」のミュージック・ビデオ、ライムグリーンには「掌の世界」のミュージック・ビデオ、スカイブルーには「Joy!!」のミュージック・ビデオのドキュメンタリーと「掌の世界」のメイキングをそれぞれ収録したDVDが付属している。

## プロモーション
CDに封入されているそれぞれのキャンペーン応募シリアルコードで「50(GO)! for SMAP!キャンペーン」に応募すると抽選で「幽かな彼女 ドラマファンミーティング」、50(GO)! to Vacation! 海外旅行プレゼント （5組10名様）、「Joy!!」オリジナル iPhone5ケース （50名様）、50th シングル記念オリジナルタンブラー （500名様）、「Joy!!」オリジナル缶バッジセット （5,000名様）が当たるほか、「キャンペーン応募シリアルコード」の（1）-（5）を全て集めた場合には、応募者全員に「「Joy!!」のMusic Video メンバーソロバージョン× 5 typeが収録されたDVD」と「50thシングル記念オリジナルミニタオル」がもらえるキャンペーンが行われた。

## チャート成績
「Joy!!」のシングルCDは、発売前日（集計初日）の2013年6月4日付のオリコンデイリーシングルチャートで推定売上枚数約19.5万枚を売り上げ、初登場で1位を獲得した。同年6月17日付のオリコン週間シングルチャートで、初週32.8万枚を売り上げ、初登場1位を獲得した。SMAPのシングルの首位獲得は「freebird」から17作連続、通算28作目となった。トップ10入りはデビュー曲「Can't Stop!! -LOVING-」から50作連続となり、これによりSMAPはオリコン史上初となるデビューから50作連続のトップ10入りを達成した。通算50作のトップ10入りも男性アーティストとしては初となった（女性アーティストを含めるとモーニング娘。に次ぐ2組目）。
累計売上は39.9万枚（オリコン調べ）。

## 収録曲

### CD

#### レモンイエロー・ライムグリーン
1. Joy!!
作詞・作曲:津野米咲, 編曲:菅野よう子
  - 香取慎吾主演 フジテレビ系ドラマ『幽かな彼女』主題歌
2. 掌の世界
作詞・作曲:TK, 編曲:CMJK
  - 凛として時雨のTKが楽曲提供を担当。2021年10月にTK from 凛として時雨のベストアルバム『egomaniac feedback』にてUNISON SQUARE GARDENの斎藤宏介をゲストに迎えセルフカバーしている。
3. Joy!!（back track）
4. 掌の世界（back track）

#### ビビットオレンジ
1. Joy!!
2. 世界の国からこんにちは
作詞:島田陽子, 作曲:中村八大, 編曲:森俊之
  - SMAP出演 ソフトバンク「UULA」CMソング
  - 三波春夫のカバー
3. Joy!!（back track）

#### スカイブルー
1. Joy!!
2. Can't Stop SMAP!!〜50 Singles Non-Stop Mix
  1. Can't Stop!! -LOVING-
  2. 正義の味方はあてにならない
  3. 心の鏡
  4. 負けるなBaby! 〜Never give up
  5. 笑顔のゲンキ
  6. 雪が降ってきた
  7. ずっと忘れない
  8. はじめての夏
  9. 君は君だよ
  10. $10
  11. 君色思い
  12. Hey Hey おおきに毎度あり
  13. オリジナル スマイル
  14. がんばりましょう
  15. たぶんオーライ
  16. KANSHAして
  17. しようよ
  18. どんないいこと
  19. 俺たちに明日はある
  20. 胸さわぎを頼むよ
  21. はだかの王様 〜シブトクつよく〜
  22. 青いイナズマ
  23. SHAKE
  24. ダイナマイト
  25. セロリ
  26. Peace!
  27. 夜空ノムコウ
  28. たいせつ
  29. 朝日を見に行こうよ
  30. Fly
  31. Let It Be
  32. らいおんハート
  33. Smac
  34. freebird
  35. 世界に一つだけの花（シングル・ヴァージョン）
  36. 友だちへ〜Say What You Will〜
  37. BANG! BANG! バカンス!
  38. Triangle
  39. Dear WOMAN
  40. ありがとう
  41. 弾丸ファイター
  42. そのまま
  43. この瞬間、きっと夢じゃない
  44. そっと きゅっと
  45. This is love
  46. 僕の半分
  47. さかさまの空
  48. Moment
  49. Mistake!
  50. Joy!!
3. Joy!!（back track）

#### ショッキングピンク
1. Joy!!
2. Joy!!（Red-T Remix）
3. Joy!!（back track）

### DVD

#### ビビットオレンジ
1. Joy!! (Music Video)

#### ライムグリーン
1. 掌の世界 (Music Video)

#### スカイブルー
1. Joy!! (Music Video Documentary)
2. 掌の世界 (Making)

### 封入特典
ビビットオレンジ 
- キャンペーン応募シリアルコード(1)

 ライムグリーン 
- キャンペーン応募シリアルコード(2)

 スカイブルー 
- キャンペーン応募シリアルコード(3)

 ショッキングピンク 
- キャンペーン応募シリアルコード(4)
- Joy!! ロゴステッカー
- EPジャケット仕様

 レモンイエロー 
- キャンペーン応募シリアルコード(5)
- イベント「みんなで踊ろう!Joy!!ダンスイベント」抽選参加券

## 収録アルバム
- Mr.S（#1）
- SMAP 25 YEARS（#1）

## ミュージック・ビデオ
ミュージック・ビデオは、ビクターエンタテインメントのサイトでエキストラダンサーを募集し、その中から抽選で1000人が選ばれ、4月24日に撮影が行われた。ビデオでは「ダンスフラッシュモブ」と呼ばれる、道行く人が突如踊りだすという仕掛けを用いている。また、表題曲のバックダンサー達のことをJoy!!ダンサーズと紅白歌合戦で表記されていた。撮影場所はテレコムセンターのテレコムアリーナ（アトリウム）。
ダンスの振付は、ケント・モリが担当している。同年に放送された「第64回NHK紅白歌合戦」ではバックダンサーとして出演を果たした。

## ライブ・パフォーマンス
2013年12月31日に放送された第64回NHK紅白歌合戦で「Mistake!」とともに「Joymap!!」としてメドレーで白組トリおよび大トリで披露された。